# هاکوب هاکوبیان (دولتمرد، زاده ۱۹۵۶)
هاکوب گارنیکی هاکوبیان (ارمنی: Հակոբ Գառնիկի Հակոբյան؛ (Պիվի Հակոբ) زادهٔ ۱ اوت ۱۹۵۶) یک سیاستمدار اهل ارمنستان است که از تاریخ ۲۰۰۷ تا تاریخ ۲۰۱۸ سمت نمایندگی دوره‌های چهارم تا ششم مجلس ملی جمهوری ارمنستان را برعهده داشت.

## زندگی‌نامه
در ۱ اوت ۱۹۵۶ در ایروان به دنیا آمد و از دانشگاه پلی‌تکنیک ارمنستان فارغ‌التحصیل شد. 